# ユリアン・シトコヴェツキー
ユリアン・グリゴリェヴィチ・シトコヴェツキー（ロシア語:  Юлиа́н Григо́рьевич Ситкове́цкий；ラテン文字転写：Yulian (Julian) Grigor'evich Sitkovetsky、1925年11月7日 - 1958年2月23日）は、ロシアのヴァイオリニスト。

## 経歴
1925年、ウクライナ社会主義ソビエト共和国・キエフにてユダヤ系の家庭に生まれた。8歳の時にソ連を訪れていたジャック・ティボーの前で演奏し、激賞された。1934年に地元の交響楽団とメンデルスゾーンのヴァイオリン協奏曲を演奏して脚光を浴びた。
1945年には全ソ連青少年コンクールに出場して優勝を飾った。1947年、プラハのユース・フェスティヴァルのコンクールに出場し、レオニード・コーガンと第1位を分け合っている。1950年にはピアニストのベラ・ダヴィドヴィチと結婚。1952年にはポーランドのポズナニで開催された第2回ヴィエニャフスキ国際コンクールで第2位を獲得。1955年に開催されたエリザベト王妃国際コンクールで第2位を獲得。
1956年に肺癌を発病し、闘病生活を送っていたが、モスクワで死去。

## 家族・親族
- 妻：ベラ・ダヴィドヴィチはピアニスト。
- 息子：ドミトリー・シトコヴェツキーもヴァイオリニストである。